# Гізер Террелл
Гізер Бенедикт Террелл англ. (Heather Terrell; народилася 24 листопада 1968) — американська письменниця та юристка, яка пише деякі зі своїх романів під псевдонімом Марі Бенедикт.

## Життя і навчання
Террелл навчалася та закінчила середню школу Верхнього Сент-Клера в Піттсбурзі. Потім вивчала історію та історію мистецтва в Бостонському коледжі, який закінчила з відзнакою. Далі навчалася і закінчила з відзнакою Школу права Бостонського університету.
Террелл живе в Пітсбурзі зі своїм чоловіком Джимом Терреллом і двома дітьми.

## Кар'єра
Після закінчення Школи права Бостонського університету Террелл десять років працювала юристом-правозахисником, практикуючи в Нью-Йорку в Skadden, Arps, Slate, Meagher&Flom і Morrison&Foerster.
Свій перший роман, «Кокон», Террелл опублікувала 2007 року, після чого залишила роботу судового юриста і повністю присвятила себе письменництву. «Місія Террелл полягає в тому, щоб відкопати в минулому найважливіших, найскладніших і найзахопливіших жінок історії та вивести їх у світло сьогодення, де ми нарешті зможемо відчути широту їхнього внеску, а також прозріння, яке вони дають щодо сучасних проблем». На пізнішому етапі своєї кар’єри Террелл почала писати про жінок, які часто були затьмарені чоловіками у своєму житті, зокрема Мілева Марич («Інший Айнштайн», 2016), Геді Ламарр («Єдина жінка в кімнаті», 2019), Клементина Черчилль («Леді Клементина», 2020), Бель да Коста Грін («Особиста бібліотекарка», 2021) та Розалінда Франклін («Її прихований геній», 2022). Романи Террелл перекладено двадцятьма дев'ятьма мовами.

## Вибрані тексти

### Єдина жінка в кімнаті(2019)
Роман «Єдина жінка в кімнаті», вийшов 2019 року у видавництві Sourcebooks Landmark, він є белетризованою біографією Геді Ламарр. Книжка є бестселером New York Times і USA Today, а також вибором книжкового клубу Barnes & Noble. 2019 року він отримав місце в Залі слави Library Reads.

### Леді Клементина(2020)
Роман «Леді Клементина», вийшов 7 січня 2020 року у видавництві Sourcebooks Landmark, він є вигаданою біографією Клементини Черчилль, дружини Вінстона Черчилля. Книжка отримала рецензію з зірками від Library Journal і місце в Залі слави Library Reads.

### Таємниця місіс Крісті(2020)
Роман «Таємниця місис Крісті», вийшов 2020 року у видавництві Sourcebooks Landmark, він розповідає про зникнення Агати Крісті в грудні 1926 року. Книжка була бестселером New York Times і USA Today. У грудні 2020 року Library Reads назвала Террелл авторкою Залу слави за цю книжку.

### Особиста бібліотекарка(2021)
Роман «Особиста бібліотекарка», співавторкою якого є Вікторія Крістофер Мюррей і який вийшов 2021 року у видавництві Berkley Books, є художньою біографією Белль да Кости Ґрін як особистої бібліотекарки Дж. П. Моргана та першого директора Бібліотеки та музею Моргана.
Роман «Особиста бібліотекарка» отримав відгуки зі зірочками від Booklist і Library Journal, а також позитивні відгуки від новинних видань. Booklist назвав роман «Особиста бібліотекарка» одним із десяти найкращих історичних художніх романів 2021 року. Того ж року його було номіновано на премію Goodreads Choice Award у категорії «Історична белетристика».

## Публікації

### Як Марі Бенедикт
- Інший Айнштайн (2016)
- Покоївка Карнегі (2018)
- Єдина жінка в кімнаті (2019)
- Агент 355 (2020)
- Леді Клементина (2020)
- Таємниця місис Крісті (2020)
- Особиста бібліотекарка, співавторка Вікторія Крістофер Мюррей (2021)
- Димовий сигнал, співавторка Кейт Квін (2021)
- Її прихований геній (2022)
- Справа Мітфорда (2023)

### Як Гізер Террелл
- The Chrysalis: A Novel. Random House Publishing Group. 15 травня 2007. ISBN 978-0-345-50029-8.
- The Map Thief. Random House Publishing Group. April 2009. ISBN 978-0-345-49469-6.
- Brigid of Kildare: A Novel. Random House Publishing Group. 9 лютого 2010. ISBN 978-0-345-51529-2.
- Fallen Angel. HarperCollins. 28 грудня 2010. ISBN 978-0-06-203966-8.
- Eternity. HarperCollins. 28 червня 2011. ISBN 978-0-06-208447-7.
- Relic. Soho Press. 2013. ISBN 9781616954390.
- Boundary. Soho Press. 9 грудня 2014. ISBN 9781616951986.

## Переклади українською
2024 року у видавництві «Ще одну сторінку» вийшов український переклад роману «Єдина жінка в кімнаті». Перекладачка —Тетяна Марченко. 